# Branky
Branky är en ort i Tjeckien.   Den ligger i regionen Zlín, i den östra delen av landet, 260 km öster om huvudstaden Prag. Branky ligger 326 meter över havet och antalet invånare är 874.
Terrängen runt Branky är kuperad åt sydost, men åt nordväst är den platt. Runt Branky är det ganska tätbefolkat, med 214 invånare per kvadratkilometer. Närmaste större samhälle är Valašské Meziříčí, 5,8 km öster om Branky. Omgivningarna runt Branky är en mosaik av jordbruksmark och naturlig växtlighet.